# Љубомир Недовић
Љубомир Недовић (1853-1919) био је драгачевски каменорезац из Ртара. Израђивао је надгробнике по селима Доњег Драгачева и у чачанским селима Парменац, Паковраће, Бељина, Јездина, Рошци, Видова и Пријевор. Солидан мајстор–занатлија.

## Живот
Члан ртарске фамилије Недовић. Осим надгробног каменорезаштва бавио се и израдом млинског камења и ковачким пословима. На споменику на гробљу Буковац уписано му је:
Овде почива
ЉУБОМИР НЕДОВИЋ
из Ртара
који поживи 65 г.
а умро 27. фебр[уара] 1919 г.
Бог да му душу прости.
Спомен подиже му син Милутин
са браћом синовцима и мајком.

## Дело
Споменике је украшавао крстовима и упаљеним воштаницама, приказом голубова који зобљу грожђе и биљном орнаментиком.
Академски прецизно клесао је фигуре у готово природној величини, као на крајпуташу пешадијском поручнику Тихомиру Митровићу (†1914) у Чачку.
Слова су му дубоко и правилно клесана, па изненађује тврдња потомака да је био — неписмен.